# Igreja Católica Siro-Malabar
A Igreja Católica Siro-Malabar (em malaiala, സീറോ മലബാര്‍ കത്തോലിക്കാ സഭ) é uma Igreja Católica Oriental sui iuris em comunhão com as Igrejas Católicas. É a segunda maior Igreja Católica Oriental no mundo, com uma população total de cerca de 3,8 milhões de católicos (dos quais 2,9 milhões vivem na Índia). Por isso, é atualmente a maior comunidade cristã dos seguidores de São Tomé na Índia. A sua sede é a Arquidiocese Maior de Ernakulam-Angamaly, situada em Kerala, na Costa do Malabar.
Uniu-se com a Igreja Católica Apostólica Romana em 1599 e adquiriu o estatuto de Igreja sui iuris em 1992, quando a Ernakulam-Angamaly tornou-se numa Arquidiocese Maior. O seu rito litúrgico é de tradição siríaca oriental (ou caldeia) e usa como linguagem litúrgica o siríaco e o malaiala. 

## Arquieparquias e Arquidioceses
A sede da Igreja Católica Siro-Malabar é a Arquidiocese Maior de Ernakulam-Angamaly. A ela são vinculadas as seguintes arquieparquias e arquidioceses:
- Arquieparquia de Changanacherry
- Arquieparquia de Kottayam
- Arquieparquia de Thalassery
- Arquidiocese de Thrissur